# Hôtel de ville de Toulon
L'ancien hôtel de ville de Toulon est un édifice situé dans la ville de Toulon, dans la Provence-Alpes-Côte d'Azur dans le Var.

## Histoire
Les cariatides, sculptées par Pierre Puget dans le troisième quart du XVIIe siècle, sont en réalité des atlantes. L'ancienne porte date du XVIIIe siècle. 
Les cariatides (ou atlantes) de Puget sont classées au titre des monuments historiques par arrêté du 9 mai 1914. L'ancienne porte du XVIIIe siècle (jambages et linteau) est inscrite au titre des monuments historiques par arrêté du 24 février 1926.